# 全德汽车俱乐部
全德汽车俱乐部（德語：Allgemeiner Deutscher Automobil-Club e. V.，ADAC），是德国最大的交通协会，其总部位于慕尼黑，是個非營利的法人組織。
直接或者通过附属公司，ADAC向德国汽车、摩托车和小型船只驾驶者提供服务，同时印刷出版地图和交通图。ADAC在德国境内设立了多个交通安全中心，其最早开始和最著名的服务是交通事故救援。协会所有交通救援车辆均被漆为黄色，德国人称其为“黄色天使”。
此外，ADAC有一个空中救援的部门，为德国两个最大的直升机救援机构之一，2009年共执行了45,700次飞行救援行动。

## 历史

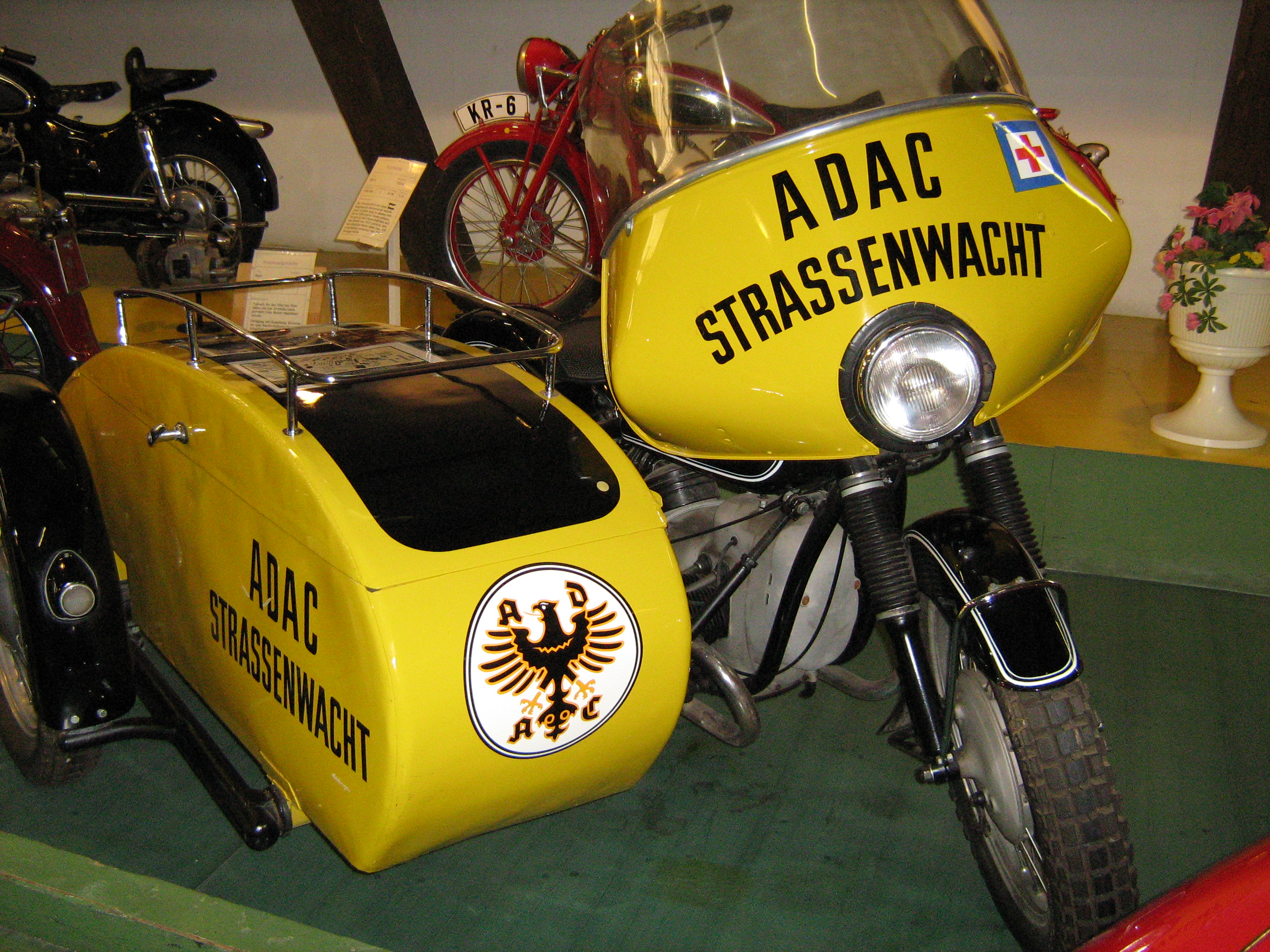
早期ADAC摩托车,带有普鲁士鹰的标志。

1903年5月24日，德国摩托车驾驶者联盟（德語：Deutsche Motorradfahrer-Vereinigung）在斯图加特诗尔铂酒店成立，随后于1911年改为现名。由于最后一任德意志皇帝及普鲁士国王威廉二世的支持，“普鲁士鹰”被选定为ADAC的最初的标志。
2003年，ADAC庆祝了其100岁的生日。
纳粹时期，所有全德汽车俱乐部、俱乐部均被合并到位于国家社会主义汽车团（德語：Nationalsozialistisches Kraftfahrkorps）附近的的德意志自动车协会（德語：Der Deutsche Automobil-Club e.V.）。
二战后的1946年，ADAC最先在拜仁州被重新建立，后于1948年开始陆续在剩余的英、法、美三个占领区内重新建立。

## 历任主席
- 1903–1905: Emil Schmolz,德国摩托车驾驶者联盟主席
- 1905–1925: Josef Bruckmayer
- 1926–1932: Carl Fritz
- 1933–1938: Hermann Fulle, 德意志自动车协会主席
- 1938–1945: Fritz Junghans, 德意志自动车协会主席
- 1946–1948: Ludwig Sporer
- 1948–1953: Hans Meyer-Seebohm
- 1953–1964: Werner Endress
- 1964–1972: Hans Bretz
- 1972–1989: Franz Stadler
- 1989–2001: Otto Flimm
- 2001年至今: Peter Meyer

## 协会概况
截至2010年6月，ADAC拥有1700万会员，是欧洲第一，世界第三大的汽车协会，仅次于美国汽车联合会（英語：American Automobile Association）和日本自动车联盟（英語：JAPAN AUTOMOBILE FEDERATION）。
ADAC从下至上的组织结构如下：
- 1850个基层协会
- 18个地区协会
- 管理委员会
- 主席团
- 全体代表大会

ADAC横向分为四个分公司，它们是：ADAC会员及经济服务事务公司、ADAC空中救援公司、黄色天使基金会和ADAC体育基金会。
2009年ADAC总共获得634.3百万欧元的会费收入，其支出情况如下：
| 项目     | 百万欧元 | 百分比 |
| -------- | -------- | ------ |
| 救援事务 | 308.6    | 49 %   |
| 会员服务 | 143.2    | 22 %   |
| 宣传事务 | 112.3    | 18 %   |
| 行政费用 | 50.1     | 8 %    |
| 体育赛事 | 20.1     | 3 %    |
| 合计     | 634.3    |        |

## 脚注
1. ↑  （德文）. ADAC官方网站.   [2010-08-03]. （原始内容存档于2022-03-18）.
2. ↑  （德文）. ADAC官方网站.   [2010-08-03]. （原始内容存档于2020-09-17）.